# Typopsilopa electa
Typopsilopa electa är en tvåvingeart som först beskrevs av Becker 1903.  Typopsilopa electa ingår i släktet Typopsilopa och familjen vattenflugor. Inga underarter finns listade i Catalogue of Life.